# Mahdi Mohamed Guled
Mahdi Mohamed Guled – polityk somalijski. Od marca 2017 do lipca 2020 pełnił funkcję wicepremiera w rządzie Hassana Ali Khayre. Od 25 lipca do 23 września 2020 pełnił obowiązki premiera, po tym jak rząd Hassana Ali Khayra otrzymał wotum nieufności w parlamencie.

## Życiorys
Przed objęciem urzędu prowadził praktykę prawniczą w Somalilandzie i pracował jako doradca prawny w drugiej Komisji Wyborczej Somalilandu.
W marcu 2017 został mianowany wicepremierem Somalii przez ówczesnego premiera Hassana Ali Khayrę. Od czasu pełnienia tego urzędu pomagał w ustalaniu rozwojowych agend Somalii oraz zarządzał szerokim zakresem priorytetów rządowych.
25 lipca 2020 prezydent Mohamed Abdullahi Mohamed mianował tymczasowo Guleda na stanowisko premiera Somalii. Było to efektem wniosku o wotum nieufności dla rządu Khayry.